# بايكالوفو (سفيردلوفسك)
بايكالوفو (بالروسية: Байкалово) هي مدينة في مقاطعة سفيردلوفسك أوبلاست في روسيا.
يبلغ عدد سكانها حوالي 5994 نسمة.